# Tomás Garrido Canabal
Tomás Garrido Canabal (Catazajá, Chiapas, México; 20 de septiembre de 1890 – Los Ángeles, California, Estados Unidos; 8 de abril de 1943) fue un político y militar revolucionario mexicano. Fue gobernador de Tabasco en tres ocasiones en periodos interrumpidos entre 1919 y 1934. También fue gobernador interino de Yucatán durante 45 días, del 13 de mayo al 26 de junio de 1920.
Si bien organizó reformas dirigidas al mejoramiento de las condiciones de vida de la sociedad, es más conocido por haber dirigido una política autoritaria basada en el anticatolicismo y de medidas radicales para extirpar la influencia de la Iglesia de la sociedad mexicana de principios del siglo XX.

## Su niñez
Hijo de una familia de terratenientes, nació el 20 de septiembre de 1890, en la finca «Punta Gorda» conocida como la "Loma de los Canabal" en Playas de Catazajá, Chiapas, sitio ubicado en los límites de Tabasco y Chiapas. La finca era propiedad de sus tíos Domingo Canabal Brown y de Aurora Ynurreta Lastra. Pasados tres meses su madre y él regresaron a Tabasco donde tenían una finca de nombre Buenavista en tierra tabasqueña que había pertenecido por varias generaciones a la familia Garrido Lacroix. Este niño habría de convertirse en una de las personalidades más controvertidas de la historia de Tabasco. Dictador arbitrario para unos, líder indiscutible para otros, Tomás Garrido Canabal llenó con su vigorosa personalidad más de una década de la vida política en Tabasco.

## Su juventud
Siendo aún muy joven, en el primer año de secundaria, fue expulsado del estado por participar en una manifestación contra el gobernador porfirista Abraham Bandala. Se trasladó entonces a Veracruz para concluir sus estudios de secundaria y después, a Campeche donde terminó, a los 25 años, los estudios de abogado. Fue seguidor de Francisco I. Madero y cuando este fue asesinado por Victoriano Huerta se unió a la Revolución mexicana.
Al terminar la carrera en 1915, regresó a Tabasco donde, recomendado por su primo el coronel José Domingo Ramírez Garrido, entró a formar parte de la Administración Pública como juez de distrito. Por ese entonces se hallaba al frente del gobierno tabasqueño el general Francisco J. Mújica, destacado militar michoacano enviado por Venustiano Carranza para controlar la situación política del estado. El general Mújica, imbuido de un jacobinismo propio de la época, se apresuró a cambiar el nombre de la capital San Juan Bautista por el de Villahermosa, que en otra época la había acompañado. Cuando el general Álvaro Obregón levantaba su voz contra el clero en marzo de 1915, en el estado de Tabasco, el gobernador Francisco J. Mújica, incineraba imágenes en el marco de la «campaña desfanatizadora». Ese ambiente encontró Garrido a su regreso a Tabasco: una situación bastante propicia para que germinaran en él las ideas que había recibido del general Salvador Alvarado y de Felipe Carrillo Puerto.

## Carrera militar
Además de haber obtenido su título que lo acreditaba como abogado en la ciudad de Campeche, se unió al Ejército Constitucionalista en 1913 durante la Revolución mexicana. El general Salvador Alvarado Rubio lo designó vocal de la Junta Revisora de Procesos Penales de Mérida. En Tabasco el gobernador Francisco J. Múgica lo nombró Jefe del departamento legal del gobierno del Estado. En 1917 fungió como Juez de Distrito en Villahermosa, para después ser nombrado gobernador interino de Tabasco en 1919. Garrido Canabal, a pesar de estar adherido al mismo ejército mexicano, decidió seguir siendo lo que siempre fue en realidad, un político más que un militar. Se adhirió al Plan de Agua Prieta en 1920, y poco después dejó el Ejército Mexicano, para continuar la vida política que ejercía.

## Su incursión en la política
En 1919, después de los acontecimientos que llevaron al Gobierno del Estado a Carlos Greene, Garrido tuvo que hacerse cargo del gobierno interino. Cinco meses de interinato de agosto de 1919 a enero de 1920 le bastaron para empezar a poner en práctica algunas de sus ideas: «Inició nuevos procedimientos en materia administrativa, dio los primeros pasos para integrar las Ligas Campesinas y las Agrupaciones Obreras y formó los primeros grupos juveniles identificados con la Revolución».
Entre tanto el país hervía en medio de la agitación revolucionaria. Se acercaban las elecciones para la presidencia de la República y la lucha política entre Carranza y Obregón iba adquiriendo matices cada vez más explosivos. Los obregonistas, encabezados por el entonces gobernador del estado de Sonora Adolfo de la Huerta, se rebelaron contra el gobierno de Carranza y promulgaron el Plan de Agua Prieta. «El Plan llamaba a la rebelión contra el gobierno para que, una vez derrocado este, pudiera nombrarse un presidente provisional, que convocaría a elecciones de manera inmediata. Las primeras adhesiones al movimiento obregonista surgieron de Yucatán y Tabasco, de donde partió Garrido rumbo a Sonora para ofrecer su apoyo incondicional a Álvaro Obregón, quien le confirió amplios poderes en toda la región del sureste.

## Gobernador de Yucatán
Al triunfo del Plan de Agua Prieta, Tomás Garrido quedó a la cabeza del gobierno interino de Yucatán, mientras se convocaba a elecciones constitucionales. Trabajó entonces con empeño en favor de la candidatura del general Obregón para el período presidencial de 1920-1924. Garrido contó, pues, con la simpatía del candidato que, una vez en la presidencia, le ofreció todo su apoyo para convertirse en el hombre fuerte de Tabasco. En 1922 fue elegido gobernador para el período 1923-1926. Empezaba la era garridista.

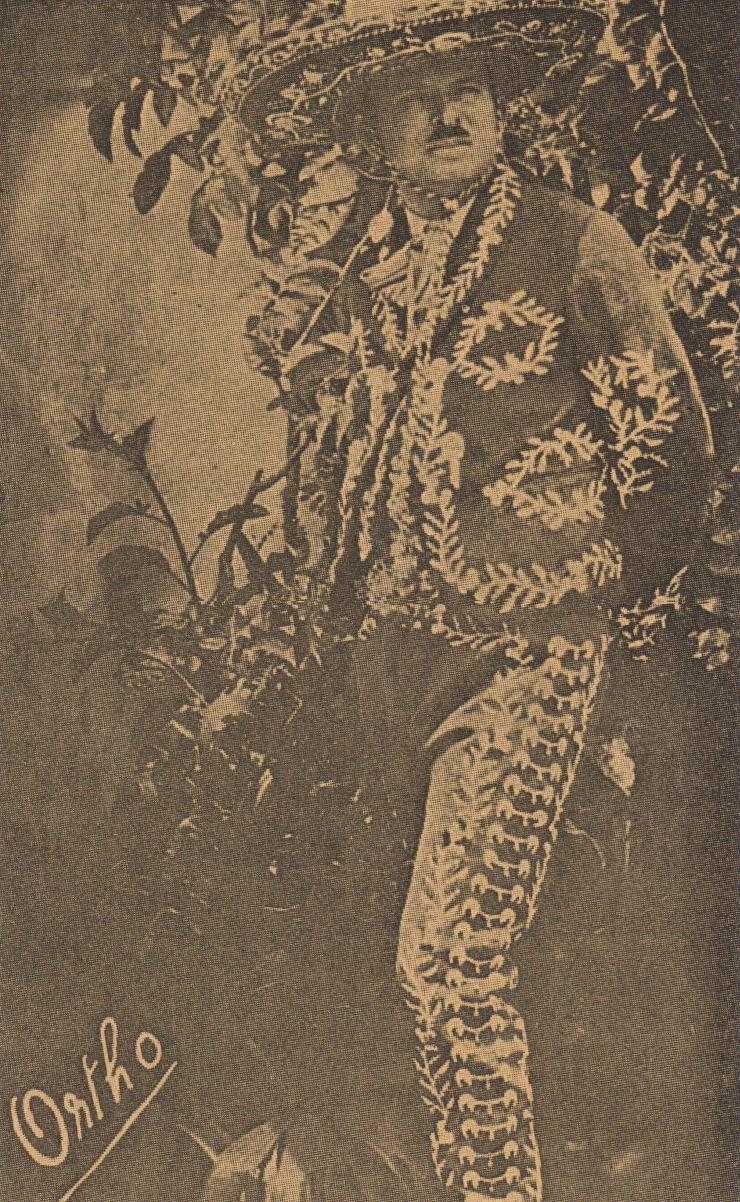
Tomás Garrido Canabal en traje de charro.

## Gobernador de Tabasco
Como gobernador de Tabasco, incentivó el desarrollo social por medio de políticas agropecuarias y sociales, como el mejoramiento de la calidad y la variedad de cultivos, razas de doble propósito en la ganadería, el voto a la mujer, la generalización de la educación pública con fines específicos. Instauró la ley seca para acabar con el alcoholismo, llegando el estado de Tabasco a ser como él lo llamó "El laboratorio de la Revolución". 
Roberto Hinojosa el revolucionario boliviano, describió el Tabasco de Garrido como "El Belén del amanecer Socialista en América", y a Garrido como un "académico y granjero, intelectual y ranchero, un guía y soldado del socialismo".
Pero llevó a cabo una campaña antirreligiosa, anticlerical y anticatólica muy radical. Apoyó la persecución promovida por el presidente Calles y la represión contra los cristeros, que se oponían al endurecimiento de las leyes anticlericales. Fundó varias organizaciones de tinte socialista, principalmente los llamados Camisas Rojas un grupo paramilitar de jóvenes entre 15 y 30 años, muy violentos.
La persecución de Garrido contra los católicos incluyó la desaparición y muerte de sacerdotes, clausura de todas las iglesias en Tabasco, obligar a los sacerdotes a casarse, vejación a las monjas y la prohibición del uso de la cruz en las tumbas. Todos los sacerdotes que no contrajeran matrimonio fueron puestos fuera de la ley en el estado y sus vidas estuvieron en riesgo por ser perseguidos por los agentes del gobierno. El fervor revolucionario de Garrido se reflejó en los nombres de sus hijos, Lenin y Zoila Libertad (salvo su hijo mayor Felipe); además tuvo una sobrina llamada Luzbel. Inclusive tenía una granja con animales llamados Dios, Papa, María y Jesús. En Tabasco, se organizaron obras satíricas burlándose del Papa y los obispos. Fue senador por su estado en 1926, año en el que fue objeto de un atentado en la Ciudad de México llevado a cabo por organizaciones religiosas. Permaneció un tiempo en los Estados Unidos y regresó a Tabasco en 1927.
Fue secretario de Agricultura y Ganadería del gobierno del general Lázaro Cárdenas del Río, pero se vio obligado a renunciar a su puesto en el gabinete, ya que los Camisas Rojas, grupo del que era fundador, y que era un bloque conocido como "Jóvenes Revolucionarios", en 1934 dispararon contra un grupo de católicos en la Plaza Coyoacán del Distrito Federal, matando a la joven de 27 años María de la Luz Camacho, generando indignación entre los católicos quienes se fueron contra un joven camisa roja que apenas se hacía presente en la plaza Ernesto Malda Maza ultimándolo. En seguida de esta acción, la presión política fue tal que se exilió.
Fue enviado en misión presidencial a Centroamérica y República Dominicana. Truncada la misión, con la llegada de Lázaro Cárdenas y la caída de Plutarco Elías Calles, Garrido tuvo que emigrar, estableciéndose en Costa Rica desde 1935 a 1941. Volvió a México en 1940 y murió en Los Ángeles, California, Estados Unidos, en 1943.

## Su campaña antirreligiosa
En 1928, siendo aún gobernador Ausencio Cruz, a instancias de Garrido, se inició en Tabasco una campaña antirreligiosa. Se pretendía "desfanatizar" al pueblo, intentando erradicar por completo el "dogmatismo religioso".
El objetivo, según el mismo Garrido, era "buscar la libertad de las personas". La campaña inició con el cierre de los templos, muchas iglesias fueron demolidas por completo, otras se transformaron en escuelas o cuarteles, los sacerdotes fueron expulsados del estado y se les prohibió oficiar misas, las imágenes religiosas eran amontonadas en las plazas y parques de las comunidades y eran incineradas, los hogares eran allanados por brigadas garridístas llamadas Camisas Rojas con el objetivo de incautar todos los objetos e imágenes religiosos y se advertía que quien las tuviera en sus casas sería encarcelado. Muchos fieles sacaron las imágenes del estado, para ser escondidas en otros lugares como Chiapas. Algunos sacerdotes oficiaban misas a escondidas en comunidades apartadas.

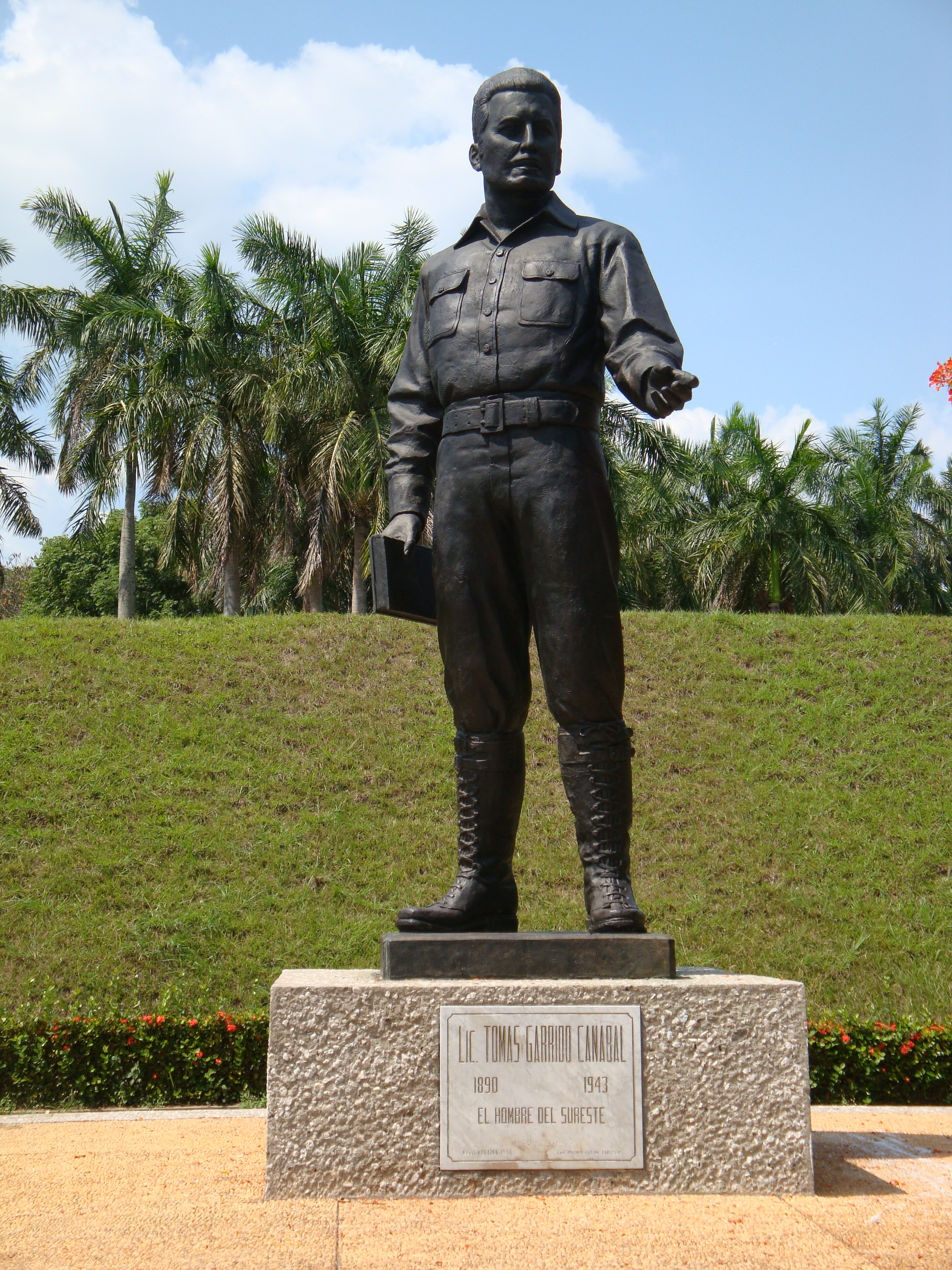
Estatua de Tomás Garrido Canabal en el parque que lleva su nombre, en Villahermosa, Tabasco.

Erradicar las creencias religiosas se volvió una verdadera obsesión para Garrido. Se prohibió el uso de cruces sobre las tumbas; las fiestas religiosas fueron sustituidas por ferias regionales; se cambió la designación de todas las rancherías, pueblos, villas y ciudades que llevaran nombres religiosos y se les puso el nombre de héroes, maestros, libertadores regionales, artistas, sabios [cita requerida]; se prohibieron todos los escritos que hicieran alguna referencia a Dios. Muchas personas fueron asesinadas en ese tiempo en especial en el Pueblo de San Carlos (hoy Villa Benito Juárez) donde se llevó a cabo una matanza donde murieron aproximadamente 20 personas y otras fueron heridas.
Puede decirse que el culto religioso "desapareció" de Tabasco durante la época garridista.

## Su campaña antialcohólica
Otro de los propósitos de Garrido era eliminar los vicios, especialmente el alcoholismo que estaba muy arraigado en Tabasco. Para tal fin, se organizaron brigadas en los municipios y comunidades. Garrido ordenó quitar las puertas de las cantinas y cambiar el mobiliario interior para hacerlo lo más incómodo posible. Sin embargo, esto no dio resultado, así que recurrió a medidas más severas: el cierre de los establecimientos expendedores, la cancelación de los permisos de producción y la sanción penal para los que no acataran la ley.
«La Ley Seca del 30 de abril de 1931 incluía sanciones para la importación, exportación, compra, venta, abastecimiento y elaboración de bebidas alcohólicas de cualquier forma o cantidad, fuera de la cerveza, que consistían en hasta seis años de prisión y una multa de 500 a 5000 pesos de esa época. Cualquiera que fuera sorprendido bebiendo licor estaba sujeto a las mismas sanciones, cualquiera que se aventurara por las calles en estado de ebriedad, se exponía a pasar varios años en la cárcel o a pagar las elevadas multas decretadas por la ley».
Surgió entonces un mercado negro, sin embargo, las sanciones eran tan fuertes y la desconfianza de los ciudadanos de que dentro de los círculos de amistades hubiera gente de Garrido encubierta, que poco a poco fue desapareciendo el consumo de alcohol en Tabasco [cita requerida].
Tomás Garrido también persiguió y aplicó fuertes sanciones a ladrones, abigeos y violadores, los cuales frecuentemente eran ahorcados en grandes ceibas, sin juicio previo, lo que propició que bajaran considerablemente los índices delictivos en el estado [cita requerida].

## El proyecto económico garridista
Tras regresar a Tabasco en 1925, el político se encontró con un estado predominantemente agrícola con muy poca industria, por lo que aplicará su proyecto basado en un Estado promotor del desarrollo económico y social con dimensiones económicas referidas principalmente al sector agropecuario e industrial. Garrido tenía clara la idea de proyecto para aplicar en el Estado de Tabasco, revitalizar el campo y fomentar la pequeña industria, si bien sus resultados en materia económica no fueron todo lo que se esperaba, en el largo plazo se pudo observar mejor las bases que el Garridismo asentó. El reparto de tierras fue su primera implementación, tal y como sucedía en diferentes partes del país, aunque no tuvo el mismo impulso ni resultados que se obtuvieron en otros estados de la república, se mantuvo estancado debido principalmente al tipo de terreno selvoso y pantanoso, además de la presencia de latifundistas.

### Sector agrícola
Garrido puso como prioridad principal el sector agrícola ya que pensaba que este era el sector clave para impulsar el Estado, por lo que buscó crear una cooperativa a la que los productores debían vender, aunque a un costo menor del que el mercado ofrecía lo que ocasionó disgusto en la población, lo que sumado a la caída de los precios internacionales del hule o el cacao hizo que la producción agrícola se especializa en el monocultivo del plátano, y a pesar de los esfuerzos por diversificar la producción, solo logró que el estado fuera autosuficiente en frutales y granos, pero no al nivel de poder comerciarlos, por lo que la base económica fundamental fue el Plátano.

### Sector ganadero
Garrido se interesó profundamente en levantar el sector, introdujo sementales, legisló en favor del comercio de ganado y aplicó leyes para fomentar el cuidado y florecimiento de la ganadería, compró granjas experimentales, eliminó los impuestos a la ganadería e introdujo misiones culturales sabatinas y dominicales en donde buscaba que tanto alumnos, maestros y el mismo pueblo ayudará en los distintos sectores agropecuarios del Estado.

### Sector industrial
Garrido buscó implementar un sistema antioligárquico, aunque contemplaba la necesidad de empresarios que pudieran intensificar o diversificar la producción para crear un proceso de acumulación de capital. Introdujo la industria tabaquera, de derivados de leche, pieles o semillas, dándole un enfoque totalmente volcado a lo que Garrido más impulsó, el sector agricultor y ganadero; a su vez organizaba ferias a lo largo de su entidad por lo que logró llamar la atención de otras partes del Estado así como mejorar la calidad de vida de los tabasqueños, perfeccionando estos tres sectores.

## Su paso por Yucatán
Garrido Canabal colaboró con el general Salvador Alvarado mientras este fue gobernador de Yucatán de 1915 a 1917. Siendo abogado, encabezó la Junta Revisora de Procesos Penales en Mérida, Yucatán. Asumió el mando político en ese estado cuando, después de la salida de Alvarado, era gobernador Carlos Castro Morales.
En el México convulso de los años 20, a la muerte de Venustiano Carranza, el obregonismo impuso su ley en Yucatán. Castro Morales que era, al igual que Alvarado, carrancista huyó de la península temiendo por su vida, dejando vacante la gubernatura y generando también una crisis política. A pesar de que el Congreso del estado nombró como sucesor provisional de Carlos Castro Morales a Gustavo Cuevas, el cuerpo legislativo fue disuelto en un golpe de las fuerzas militares de Obregón que dominaban la plaza, imponiendo a Tomás Garrido Canabal que a la sazón estaba preso en la cárcel de Mérida.
En el breve mandato de Garrido Canabal -menos de un mes y medio-, el abogado tabasqueño restableció muchas Ligas de Resistencia, que eran la base del Partido Socialista del Sureste y que habrían de ser instrumental clave para que más tarde, Felipe Carrillo Puerto llegara a la gobernatura del estado de Yucatán.
Para sustituir en el cargo a Garrido Canabal, cubierta la emergencia que se gestó en Yucatán con la salida de Castro Morales, el general Álvaro Obregón hombre fuerte del México de entonces, siendo presidente de la república Adolfo de la Huerta, designó al exdiputado constituyente Enrique Recio.

## Fin del Garridismo
En 1934, cuando el general Lázaro Cárdenas era presidente de la República, Tomás Garrido salió de Tabasco para hacerse cargo de la Secretaría de Agricultura; en ese momento, la situación política del país era tensa, pero Garrido no llegó solo; un grupo de jóvenes camisas rojas tabasqueños lo acompañaron a la capital de la República, donde se había organizado ya un grupo de antigarridistas, encabezados por Rodulfo Brito Foucher. Entre los dos grupos se desencadenaron violentas pugnas. “Los camisas rojas” tabasqueños organizaron una serie de mítines en la capital de la República.
A causa del rompimiento entre el presidente Cárdenas y el general Calles, Tomás Garrido incondicional de Calles, se vio obligado a renunciar a la Secretaría el 15 de junio de 1935 y regresó a Tabasco.
Los jóvenes britistas decidieron dirigirse entonces a Tabasco para rescatar el estado del garridismo. Como consecuencia de esto, se suscitó un enfrentamiento armado del que resultaron más de 80 heridos, 10 jóvenes muertos, entre ellos Manuel Brito Foucher, César Pedrero Gutiérrez, Jovito Pérez, Juárez Merino y Pedro Priego. Al conocerse la noticia, se levantaron protestas en todo el país exigiendo el castigo de Garrido. Por este motivo fue exiliado de México el 11 de agosto de 1935, y se dirigió a Costa Rica, con lo que concluyó el garridismo en Tabasco y su influencia a nivel nacional. Regresó de nuevo en 1941 y murió en Estados Unidos de América el 8 de abril de 1943

## Su fallecimiento
Tomás Garrido falleció el 8 de abril de 1943 en la ciudad de Los Ángeles, California, EE. UU., de cáncer en los huesos, una enfermedad diagnosticada en Costa Rica y corroborada en Estados Unidos.
Su archivo ya sean objetos personales, así como sus archivos fílmicos se encuentran en el Archivo General de la Nación.

## Familiares
Los exgobernadores del estado de Chiapas, Salomón González Blanco y José Patrocinio González Garrido fueron parientes de Tomás Garrido Canabal. 
Decía el Lic. Manuel González Calzada de Garrido: 

Alto, fuerte, erguido, de pasos firmes, de mirada perspicaz y penetrante, producto de unos ojos verdes de vivacidad reveladora de un grande y recio carácter; inconmovible, por lo general en sus decisiones, leal en el compromiso, macho en la paz y en la guerra; jugador decidido a la política, independiente en sus dominios, desde donde jamás, reconoció sino a un sólo jefe. Combatiente tenaz contra la adversidad propia, fiel a la amistad hondamente fincada; así era Tomás Garrido Canabal. Frío en la represión, constante en el rencor y el odio, tozudo en sus decisiones negativas; incrédulo ante la amenaza del desprestigio, violento en el castigo y la venganza, igual que su medio y su época; desconfiado ante la luz ajena, egocentrista, absoluto, desdeñoso de la cultura en su más amplio sentido; escaso en su información sociológica, audaz en sus pretensiones de creador; de ideas explosivas altanero en su papel de jefe; así era Tomás Garrido Canabal.

En su honor, varias calles de ciudades tabasqueñas, así como uno de los principales parques de la ciudad de Villahermosa, Tabasco, llevan su nombre.